# 2009年中華民國縣市長、縣市議員暨鄉鎮市長選舉
2009年中華民國縣市長、縣市議員暨鄉鎮市長選舉，通常稱為2009年三合一選舉，於2009年12月5日舉行，由中華民國自由地區之臺灣省（但不包含於2010年脫離該省改制直轄市之臺北縣、臺中縣、臺中市、臺南縣、臺南市和與高雄市合併改制之高雄縣）及福建省之金門縣及連江縣選出新一屆的縣市長、縣市議員及鄉鎮市長。
依2010年2月3日修正公佈之《地方制度法》，本屆選出原應於2013年12月20日任期屆滿之縣市長及應於2014年3月1日任期屆滿之縣市議員及鄉鎮市長，其任期調整至2014年12月25日止。

## 概論
此次選舉為臺灣省實施地方自治以來之第16屆縣市長及鄉鎮市長選舉及第17屆縣市議員選舉（新竹市及嘉義市因較晚改制，故為第8屆）；同時亦為福建省之金門縣及連江縣實施地方自治以來之第5屆縣市長、縣市議員及鄉鎮長選舉。亦是總統馬英九自2008年5月20日上任後的首場全國性選舉，被視為馬英九第一任期的第一輪信任投票，不過得票率有藍消綠長的趨勢。其結果如下：
- 縣市長選舉
  - 國民黨仍保有多數席次，共獲17席中的12席，連同脫黨參選後當選者，泛藍共獲13席。
  - 民進黨雖獲得4席，但成功奪回被視為本次選舉的指標─宜蘭縣。
  - 國民黨與民進黨在縣市長得票率事實上旗鼓相當，僅有2.5%之差距。甚至部份如台東縣、桃園縣等被國民黨視為「票倉」或長期執政的選區出現票數相當接近的情況，輿論認為此乃民進黨走出低潮、國民黨執政不理想的訊號。
  - 在本次選舉中，民進黨在桃園縣、基隆市、新竹市等泛藍優勢選區派出毫無地方根基的青壯派上陣，卻能緊咬馬英九力挺、地方派系支持的國民黨候選人，雖最終未能攻下一城，但有學者認為，這顯示民進黨清新牌的提名策略正確，讓厭惡國民黨派系政治的選民有新選擇。選後，《台灣蘋果日報》如此評論民進黨新人之一的基隆市市長候選人林右昌的選舉結果：「因長期在中央服務，地方紮根太短、沒沒無名，原預期守住綠營基本盤就算不錯；但這次拿下6萬多票，綠營支持者認為『雖敗猶榮』。」[4]
- 縣市議員及鄉鎮市長
  - 國民黨仍分別獲得近半及過半席次，且得票均大幅領先民進黨，無黨籍者亦所在多有。

| 政黨 | 政黨                   | 縣市長 共17席 | 縣市長 共17席 | 縣市長 共17席 | 縣市議員 共587席 | 縣市議員 共587席 | 縣市議員 共587席 | 鄉、鎮長及縣轄市長 共211席 | 鄉、鎮長及縣轄市長 共211席 | 鄉、鎮長及縣轄市長 共211席 |
| ---- | ---------------------- | ------------- | ------------- | ------------- | ---------------- | ---------------- | ---------------- | -------------------------- | -------------------------- | -------------------------- |
| 政黨 | 政黨                   | 席次          | 得票數        | 得票率        | 席次             | 得票數           | 得票率           | 席次                       | 得票數                     | 得票率                     |
|      | 中國國民黨             | 12            | 2,094,518     | 47.88%        | 289              | 1,920,086        | 43.94%           | 121                        | 1,865,159                  | 48.82%                     |
|      | 民主進步黨             | 4             | 1,982,914     | 45.32%        | 128              | 1,067,010        | 24.42%           | 34                         | 765,816                    | 20.04%                     |
|      | 台灣團結聯盟           | -             | -             | -             | 3                | 27,286           | 0.62%            | -                          | -                          | -                          |
|      | 親民黨                 | -             | -             | -             | 1                | 5,748            | 0.13%            | -                          | -                          | -                          |
|      | 勞動黨                 | -             | -             | -             | 1                | 4,736            | 0.11%            | -                          | -                          | -                          |
|      | 客家黨                 | 0             | 15,807        | 0.36%         | -                | -                | -                | -                          | -                          | -                          |
|      | 大道慈悲濟世黨         | -             | -             | -             | -                | -                | -                | 0                          | 7,966                      | 0.21%                      |
|      | 中華統一促進黨         | -             | -             | -             | -                | -                | -                | 0                          | 2,257                      | 0.06%                      |
|      | 台灣綠黨               | -             | -             | -             | 0                | 843              | 0.02%            | -                          | -                          | -                          |
|      | 台灣國民黨             | -             | -             | -             | 0                | 208              | <0.01%           | -                          | -                          | -                          |
|      | 無黨籍及未經政黨推薦者 | 1             | 281,693       | 6.44%         | 170              | 1,344,232        | 30.76%           | 56                         | 2,095,128                  | 28.00%                     |

## 選舉日程
以下依中央選舉委員會於2009年5月22日公佈的日程：
- 2009年9月4日：發布選舉公告
- 2009年10月1日：公告候選人登記日期及必備事項
- 2009年10月5日至10月9日：受理候選人登記之申請
- 2009年10月9日：政黨推薦之候選人政黨撤回其推薦截止
- 2009年11月6日前：審定候選人名單，並通知抽籤
- 2009年11月11日：候選人抽籤決定號次
- 2009年11月15日：選舉人名冊編造完成
- 2009年11月24日：公告候選人名單與競選活動期間之起、止日期及每日競選活動之起、止時間
- 2009年11月25日至12月4日：辦理公辦政見發表會
- 2009年12月1日：公告選舉人人數
- 2009年12月5日：投票、開票
- 2009年12月11日前：審定當選人名單、公告當選人名單
- 2009年12月21日前：發給當選證書
- 2010年1月10日前：通知候選人領取補貼之競選費用

## 縣市長及縣市議員

縣市長選舉結果

各縣市之縣市長選舉候選人名單：（競選連任者以粗體字標示）
| 省     | 縣／市 | 當選者（登記政黨）    | 次高票者（登記政黨）  |
| 臺灣省 | 基隆市 | 張通榮（ 中國國民黨） | 林右昌（ 民主進步黨） |
| 臺灣省 | 宜蘭縣 | 林聰賢（ 民主進步黨） | 呂國華（ 中國國民黨） |
| 臺灣省 | 桃園縣 | 吳志揚（ 中國國民黨） | 鄭文燦（ 民主進步黨） |
| 臺灣省 | 新竹縣 | 邱鏡淳（ 中國國民黨） | 彭紹瑾（ 民主進步黨） |
| 臺灣省 | 新竹市 | 許明財（ 中國國民黨） | 劉俊秀（ 民主進步黨） |
| 臺灣省 | 苗栗縣 | 劉政鴻（ 中國國民黨） | 楊長鎮（ 民主進步黨） |
| 臺灣省 | 彰化縣 | 卓伯源（ 中國國民黨） | 翁金珠（ 民主進步黨） |
| 臺灣省 | 南投縣 | 李朝卿（ 中國國民黨） | 李文忠（ 民主進步黨） |
| 臺灣省 | 雲林縣 | 蘇治芬（ 民主進步黨） | 吳威志（ 中國國民黨） |
| 臺灣省 | 嘉義縣 | 張花冠（ 民主進步黨） | 翁重鈞（ 中國國民黨） |
| 臺灣省 | 嘉義市 | 黃敏惠（ 中國國民黨） | 涂醒哲（ 民主進步黨） |
| 臺灣省 | 屏東縣 | 曹啟鴻（ 民主進步黨） | 周典論（ 中國國民黨） |
| 臺灣省 | 臺東縣 | 黃健庭（ 中國國民黨） | 劉櫂豪（ 民主進步黨） |
| 臺灣省 | 花蓮縣 | 傅崐萁（無黨籍）      | 杜麗華（ 中國國民黨） |
| 臺灣省 | 澎湖縣 | 王乾發（ 中國國民黨） | 蔡見興（ 民主進步黨） |
| 福建省 | 金門縣 | 李沃士（ 中國國民黨） | 吳成典（無黨籍）      |
| 福建省 | 連江縣 | 楊綏生（ 中國國民黨） | 劉增應（ 中國國民黨） |

政黨輪替之縣市：
| 省     | 縣／市 | 選前執政黨 | 選後執政黨 |
| 臺灣省 | 宜蘭縣 | 中國國民黨 | 民主進步黨 |
| 臺灣省 | 新竹縣 | 無黨籍     | 中國國民黨 |
| 臺灣省 | 花蓮縣 | 中國國民黨 | 無黨籍     |
| 福建省 | 金門縣 | 新黨       | 中國國民黨 |

各縣市之縣市議員選舉席次：
| 省     | 縣／市 | 議長                       | 副議長                   | 中國國民黨 | 民主進步黨 | 台灣團結聯盟 | 親民黨 | 勞動黨 | 台灣綠黨 | 台灣國民黨 | 無黨籍 |
| 臺灣省 | 基隆市 | 黃景泰 · （ 中國國民黨）   | 曾水源 · （ 中國國民黨） | 20席       | 9席        | 0席          | 1席    | -      | -        | -          | 2席    |
| 臺灣省 | 宜蘭縣 | 張建榮 · （ 中國國民黨）   | 李清林 · （ 中國國民黨） | 17席       | 15席       | -            | 0席    | -      | -        | -          | 2席    |
| 臺灣省 | 桃園縣 | 邱奕勝 · （ 中國國民黨）   | 李曉鐘 · （ 中國國民黨） | 30席       | 17席       | -            | 0席    | -      | -        | 0席        | 13席   |
| 臺灣省 | 新竹縣 | 陳見賢 · （ 中國國民黨）   | 林為洲 · （ 中國國民黨） | 23席       | 2席        | -            | -      | 1席    | -        | -          | 9席    |
| 臺灣省 | 新竹市 | 謝文進 （無黨籍）          | 孫鍚洲 （無黨籍）        | 12席1      | 7席        | -            | -      | -      | -        | -          | 14席   |
| 臺灣省 | 苗栗縣 | 游忠鈿 · （ 中國國民黨）   | 陳明朝 · （ 中國國民黨） | 20席       | 4席        | -            | -      | -      | -        | -          | 14席   |
| 臺灣省 | 彰化縣 | 謝典霖 · （ 中國國民黨）   | 白閔傑 （無黨籍）        | 26席       | 14席       | 0席          | -      | -      | -        | -          | 14席   |
| 臺灣省 | 南投縣 | 何勝豐 · （ 中國國民黨）   | 潘一全 · （ 中國國民黨） | 15席       | 5席        | -            | -      | -      | -        | -          | 17席   |
| 臺灣省 | 雲林縣 | 蘇金煌 · （ 中國國民黨）   | 林逢錦 （無黨籍）        | 13席       | 13席       | 1席          | -      | -      | -        | -          | 16席   |
| 臺灣省 | 嘉義縣 | 余政達 （無黨籍）          | 張明達 · （ 民主進步黨） | 10席       | 16席       | 0席          | -      | -      | -        | -          | 11席   |
| 臺灣省 | 嘉義市 | 林承勳 （無黨籍）          | 邱芳欽 （無黨籍）        | 8席        | 6席        | 1席          | -      | -      | -        | -          | 9席    |
| 臺灣省 | 屏東縣 | 林清都 · （ 中國國民黨）   | 劉水復 （無黨籍）        | 25席       | 12席       | 0席          | -      | -      | -        | -          | 18席   |
| 臺灣省 | 臺東縣 | 饒慶鈴 · （ 中國國民黨）   | 陳宏宗 · （ 中國國民黨） | 22席       | 1席        | 1席          | -      | -      | -        | -          | 6席    |
| 臺灣省 | 花蓮縣 | 楊文值 · （ 中國國民黨）   | 賴進坤 · （ 中國國民黨） | 25席       | 5席        | -            | -      | -      | -        | -          | 3席    |
| 臺灣省 | 澎湖縣 | 劉陳昭玲 · （ 中國國民黨） | 藍俊逸 · （ 中國國民黨） | 10席       | 2席        | -            | -      | -      | 0席      | -          | 7席    |
| 福建省 | 金門縣 | 王再生 （無黨籍）          | 許建中 · （ 中國國民黨） | 9席1       | 0席        | -            | -      | -      | -        | -          | 10席   |
| 福建省 | 連江縣 | 陳貴忠 （無黨籍）          | 曹以標 （無黨籍）        | 4席        | -          | -            | -      | -      | -        | -          | 5席    |

1：新竹市、金門縣各一席在新黨背書下以中國國民黨當選者。

## 鄉鎮市長
各縣之鄉鎮市長選舉席次：
| 省     | 縣     | 中國國民黨 | 民主進步黨 | 大道慈悲濟世黨 | 中華統一促進黨 | 無黨籍 |
| 臺灣省 | 宜蘭縣 | 6席        | 4席        | -              | -              | 2席    |
| 臺灣省 | 桃園縣 | 7席        | 2席        | -              | -              | 4席    |
| 臺灣省 | 新竹縣 | 11席       | -          | -              | -              | 2席    |
| 臺灣省 | 苗栗縣 | 14席       | -          | -              | -              | 4席    |
| 臺灣省 | 彰化縣 | 15席       | 2席        | -              | -              | 9席    |
| 臺灣省 | 南投縣 | 8席        | 1席        | -              | -              | 4席    |
| 臺灣省 | 雲林縣 | 2席        | 6席        | -              | -              | 12席   |
| 臺灣省 | 嘉義縣 | 5席        | 8席        | -              | -              | 5席    |
| 臺灣省 | 屏東縣 | 12席       | 10席       | -              | -              | 11席   |
| 臺灣省 | 臺東縣 | 14席       | -          | -              | -              | 2席    |
| 臺灣省 | 花蓮縣 | 12席       | 1席        | -              | -              | -      |
| 臺灣省 | 澎湖縣 | 5席        | -          | -              | -              | 1席    |
| 福建省 | 金門縣 | 6席        | -          | -              | -              | -      |
| 福建省 | 連江縣 | 4席        | -          | -              | -              | -      |

## 外部連結
- 中華民國中央選舉委員會*（页面存档备份，存于）